# Crash van de Ooievaar
De crash van de Ooievaar was het neerstorten van een Fokker F.VIIb van de KLM op de luchthaven van Bangkok op 6 december 1931. Het vliegtuig was onderweg van Bandoeng naar Schiphol en had op de luchthaven van Bangkok nieuwe passagiers opgehaald. 
Bij de start kwam het toestel niet goed los van de grond en sloeg te pletter tegen een dijkje in een rijstveld. Er vielen vijf doden, waaronder de piloot. Het door de Thaise autoriteiten opgestelde rapport stelde dat het hier een fout van de piloot betrof; die had de start halverwege moeten afbreken toen hij merkte dat het vliegtuig niet van de grond kwam. De Nederlandse media bekritiseerden het rapport hevig, omdat het afkomstig was uit een land dat zelf geen vliegtuigindustrie had.
Het Nederlandse onderzoeksrapport gaf een aantal onregelmatigheden/oorzaken van het ongeval aan:
- Het noodluik boven de bestuurderszitplaatsen was geopend.
- Het vliegtuig was niet correct getrimd om op te stijgen bij de bestaande verdeling van de zware belasting.
- Met de wind mee starten heeft een verlengend effect op de startaanloop.
- Het niet afbreken van de start nadat deze na een aanloop 800 à 1000 meter nog geen normaal verloop had.